# Nybylunds naturreservat
Nybylunds naturreservat är ett naturreservat norr om gården Nybylund vid Mälaren i Enköpings kommun i Uppsala län.
Området är naturskyddat sedan 2004 och är 12 hektar stort. Reservatet består av ek- och hassellundar, ekhagar och öppna betesmarker. Naturtypen är nästan uteslutande Näringsrik ekskog.

## Miljöbilder

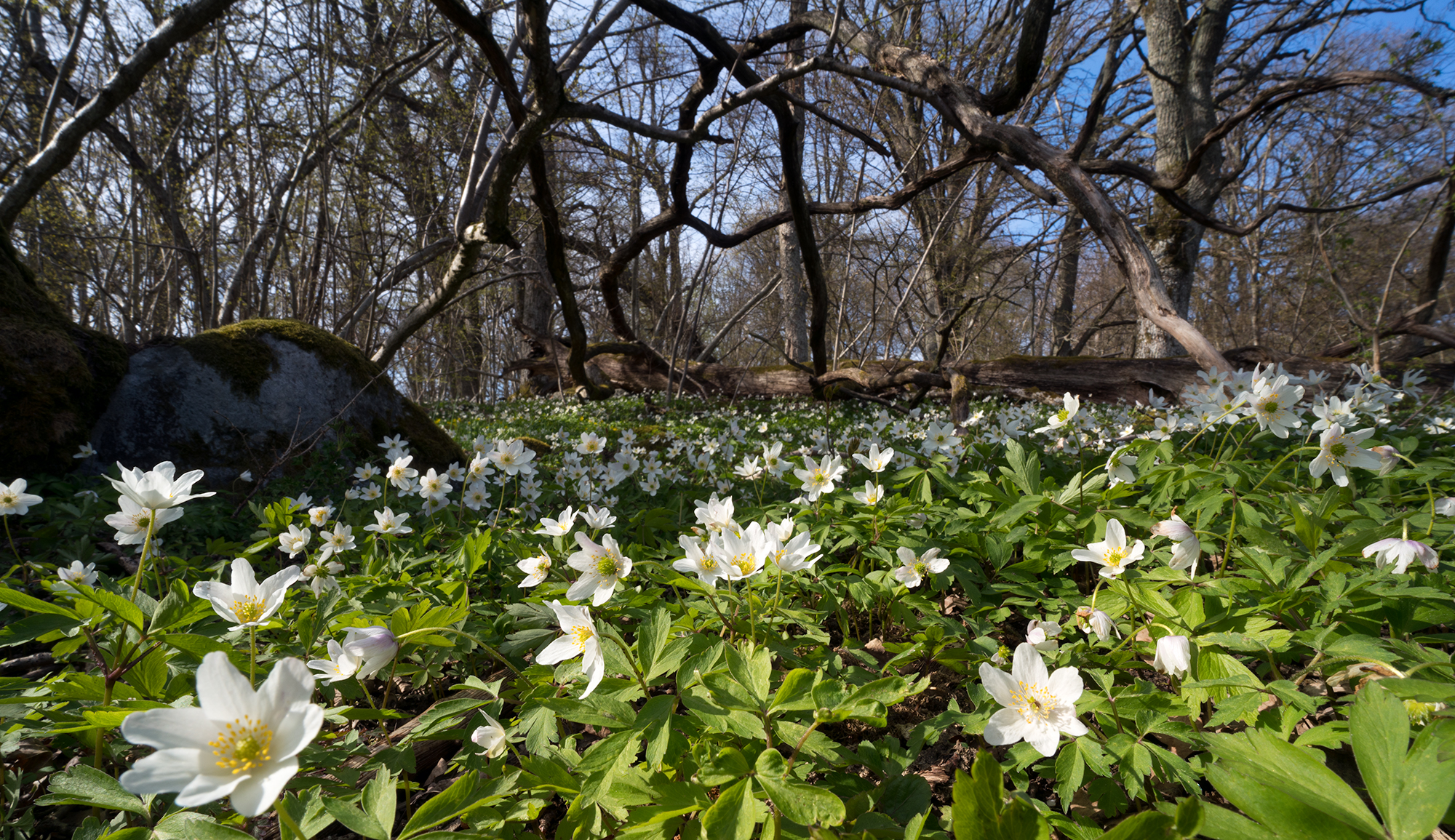
Vitsipporna täckte nästan hela reservatet.
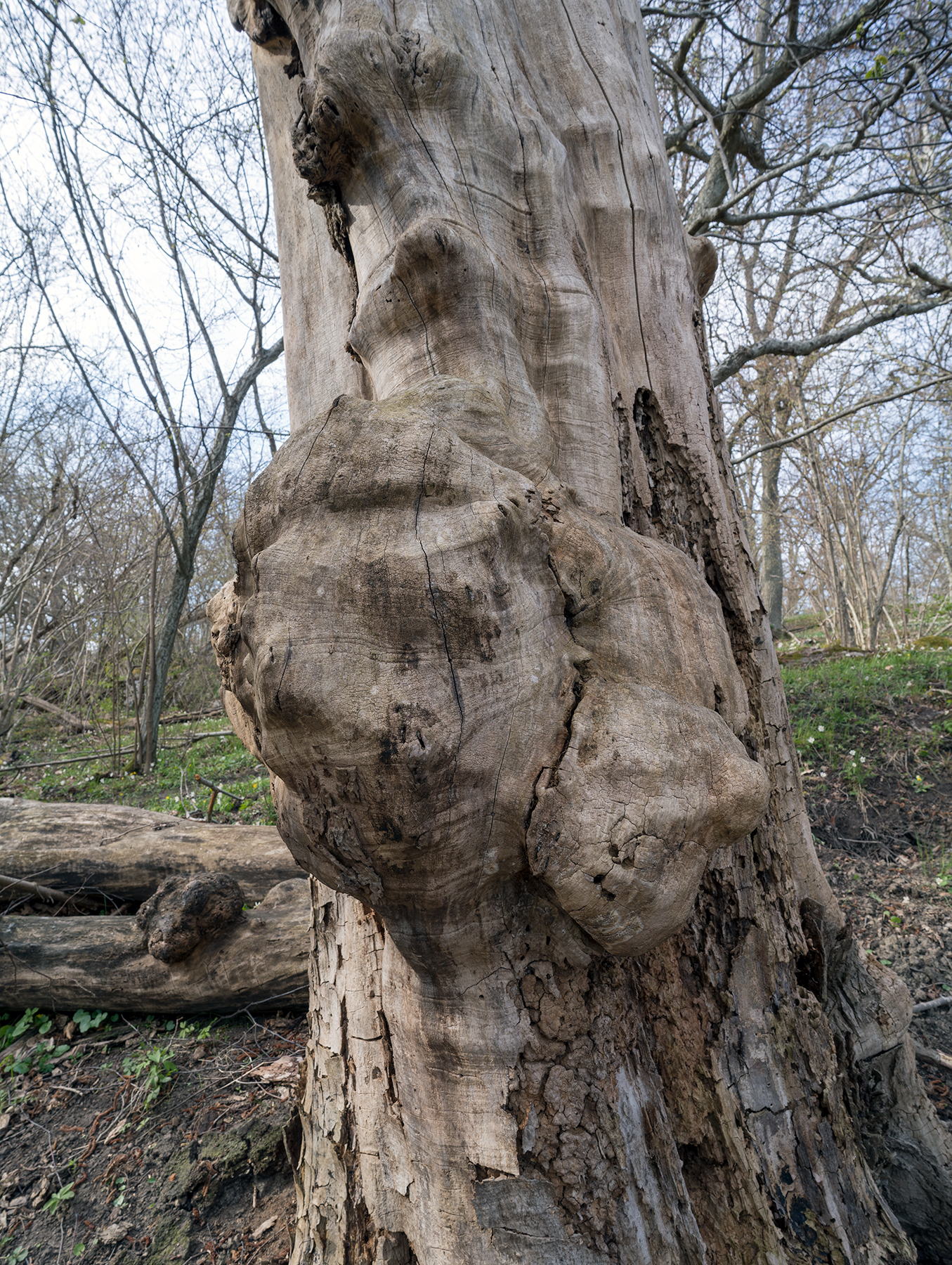
Vril på död ek.
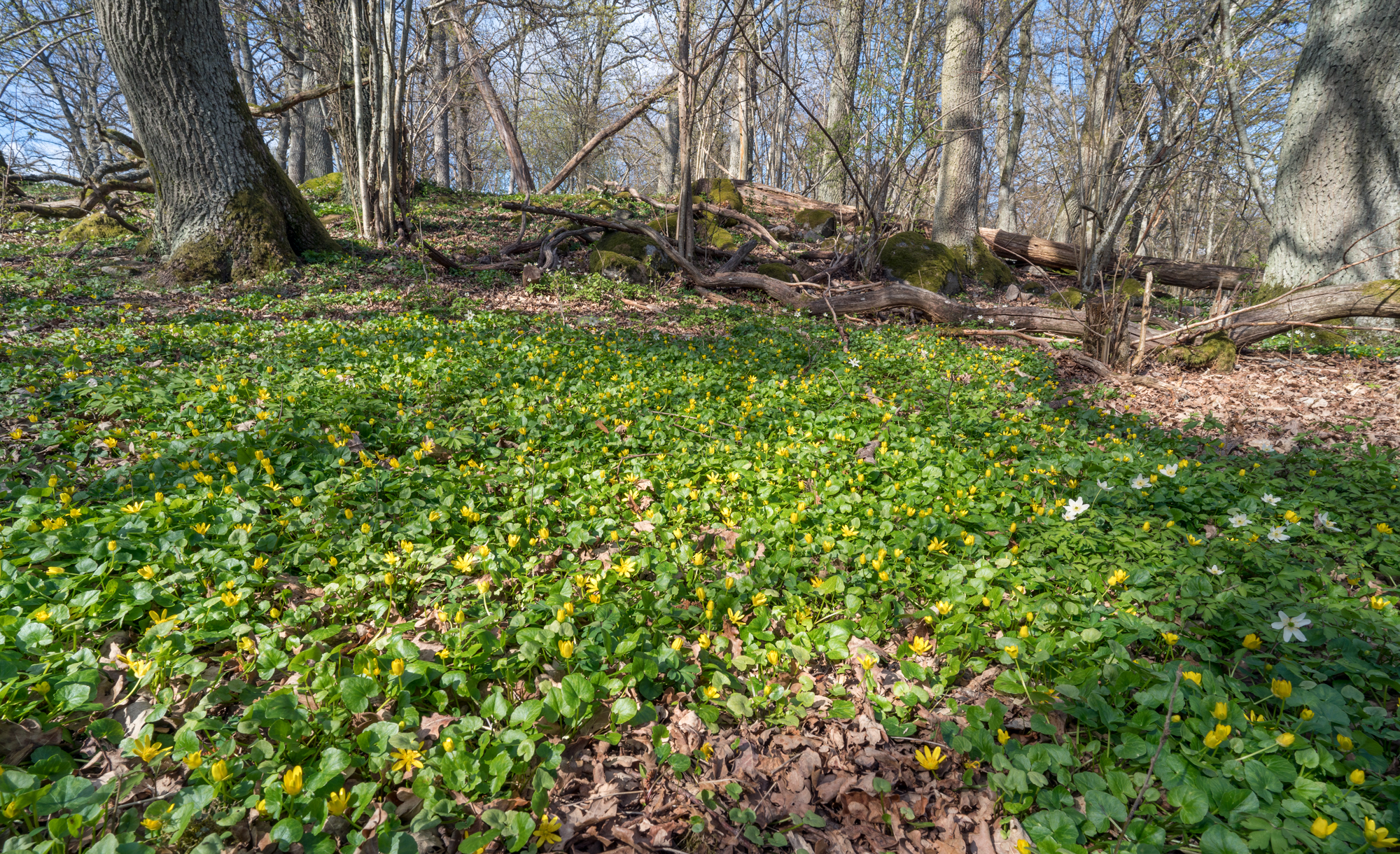
En matta av svalört.
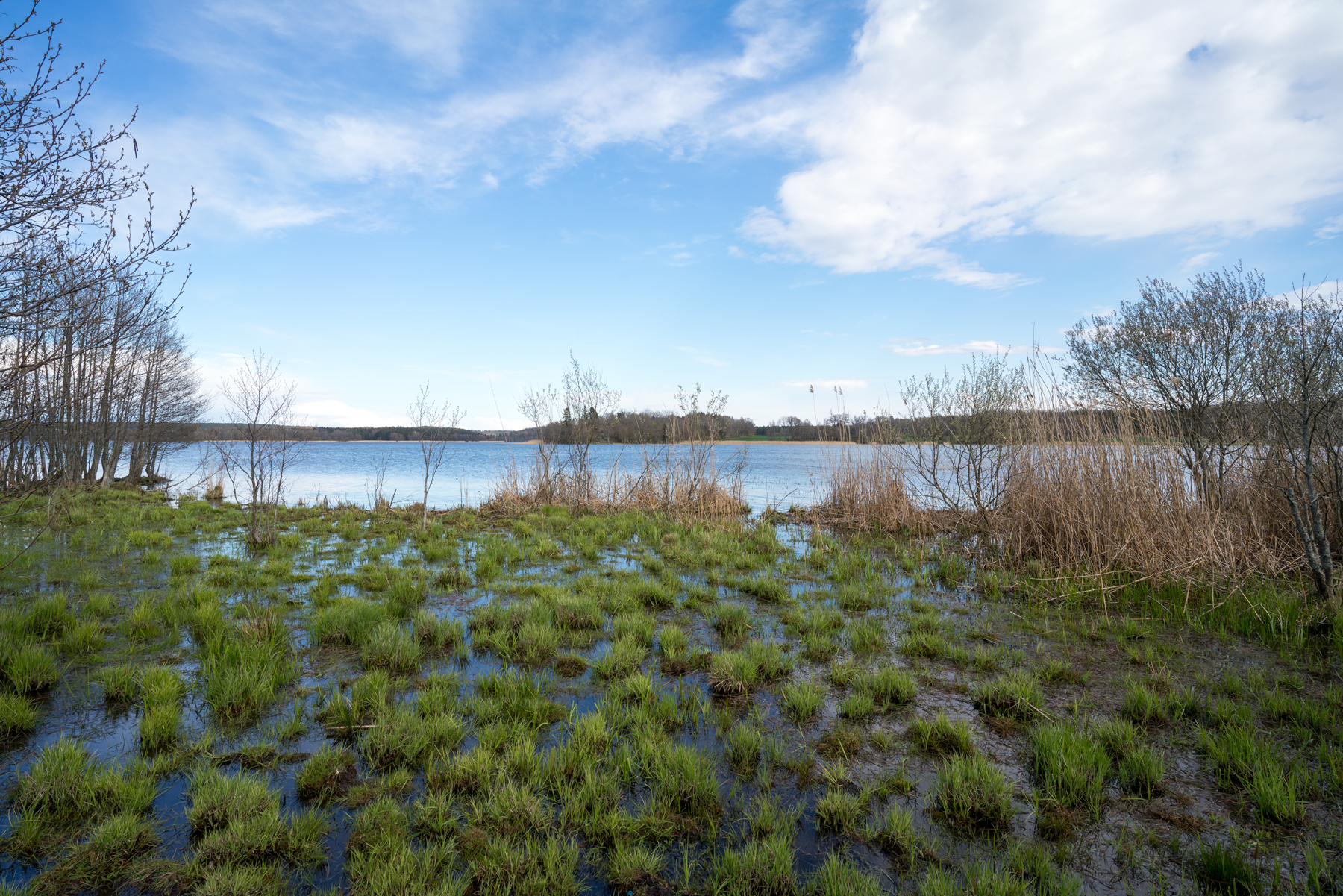
Mälaren mitt emot Biskops Arnö.
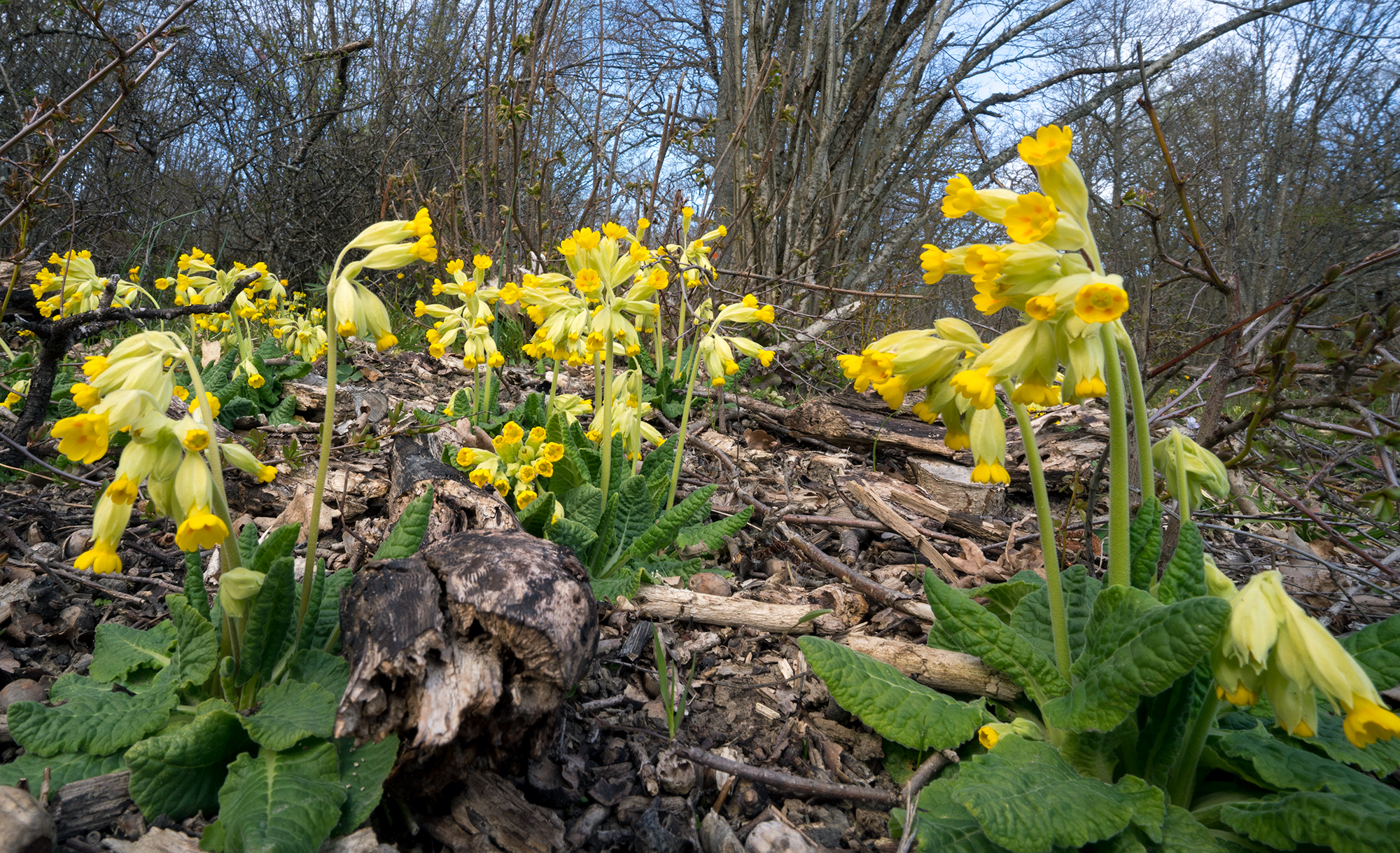
Gullvivor - en av många vårblommor i Nybylund.